# Peissen
Peissen település Németországban, Schleswig-Holstein tartományban. Lakosainak száma 299 fő (2023. december 31.).

## Népesség
A település népességének változása:
| Lakosok száma | 285  | 293  | 261  | 258  | 279  | 299  | 299  |
|               | 1975 | 2014 | 2017 | 2019 | 2021 | 2022 | 2023 |